# Not Going Away
«Not Going Away» es una canción de Ozzy Osbourne, publicada como segundo sencillo del álbum de 2007 Black Rain. El sencillo se ubicó en la posición n.º 14 de la lista Billboard' Hot Mainstream Rock Tracks. La canción hace referencia al deseo de Ozzy de continuar haciendo música.

## Personal
- Ozzy Osbourne - voz
- Zakk Wylde - guitarra
- Rob Nicholson - bajo
- Mike Bordin - batería